# Нідердюренбах
Нідердюренбах (нім. Niederdürenbach) — громада в Німеччині, розташована в землі Рейнланд-Пфальц. Входить до складу району Арвайлер. Складова частина об'єднання громад Брольталь.
Площа — 6,82 км2. Населення становить 945 ос. (станом на 31 грудня 2020).

## Галерея

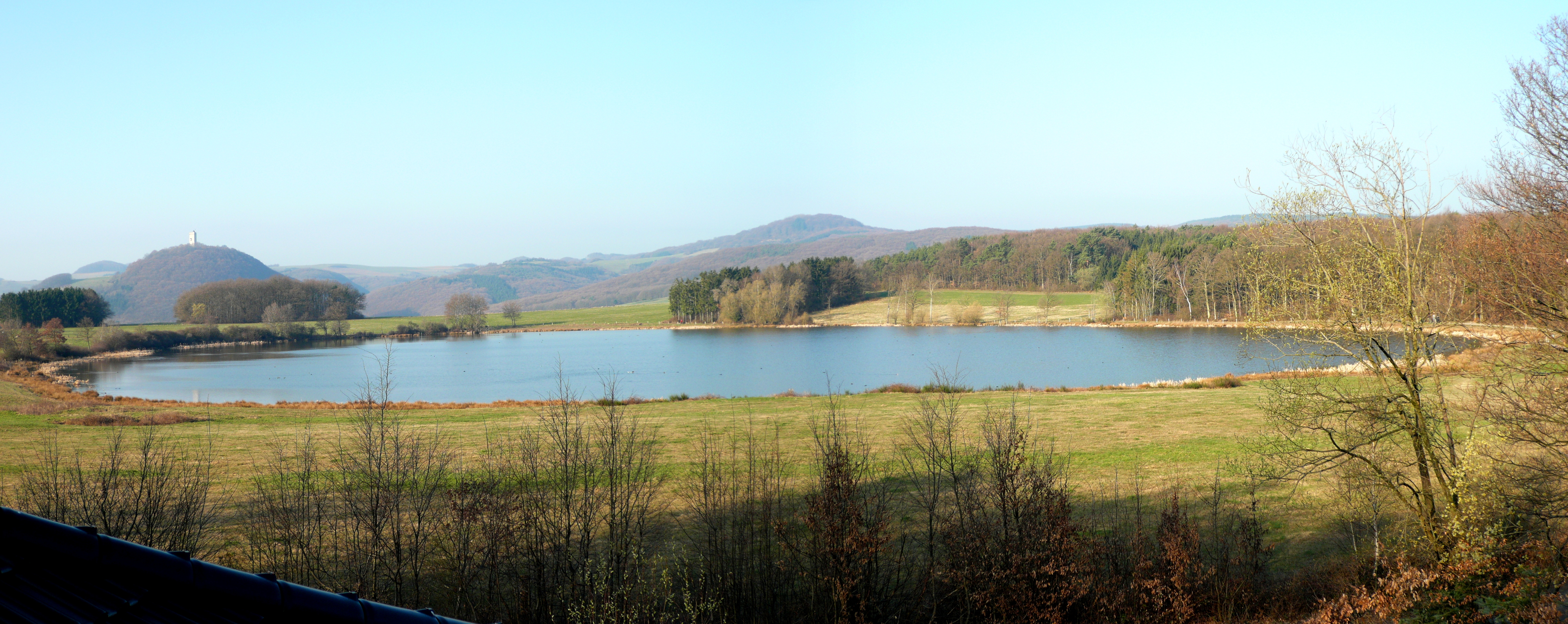
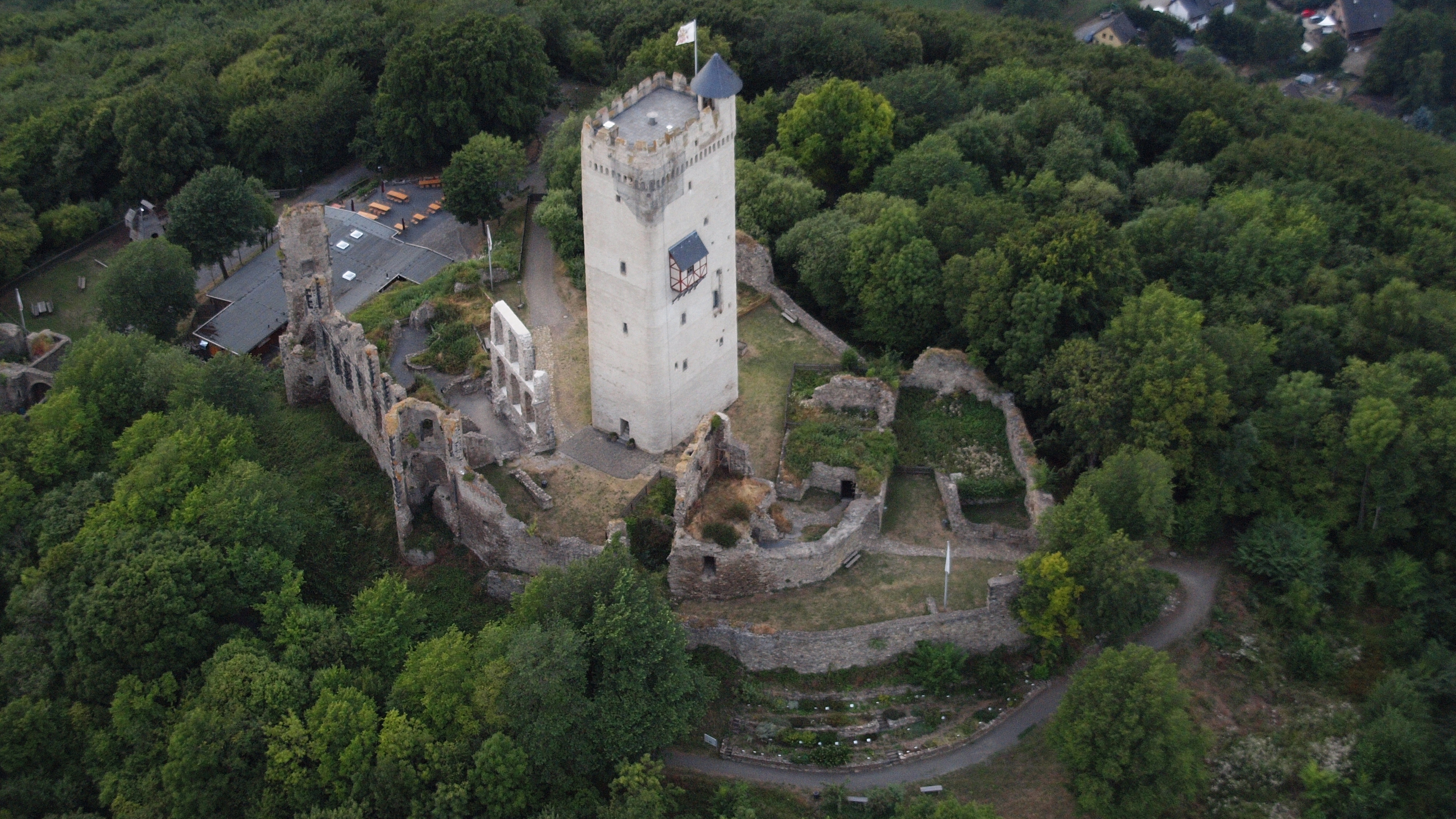